# Taça Estado de Sergipe
Taça Estado de Sergipe é um torneio de futebol de Sergipe criado em 2001, que é realizado em anexo ao Campeonato Sergipano de Futebol como o seu segundo turno. É gerido pela Federação Sergipana de Futebol (FSF).

## Títulos por clube
| Clube        | Títulos           | Vices           | 3º colocados | 4º colocados |
| ------------ | ----------------- | --------------- | ------------ | ------------ |
| Confiança    | 2 (2001) e (2012) | 1 (2004)        | 1 (2003)     | 1 (2011)     |
| Sergipe      | 1 (2003)          | 2 (2001 e 2011) | 1 (2012)     | 1 (2004)     |
| Itabaiana    | 1 (2002)          | 0               | 1 (2004)     | 0            |
| Riachuelo    | 1 (2004)          | 0               | 0            | 0            |
| São Domingos | 1 (2011)          | 1 (2012)        | 0            | 0            |

## Títulos por cidade
| Cidade       | Títulos |
| ------------ | ------- |
| Aracaju      | 3       |
| São Domingos | 1       |
| Itabaiana    | 1       |
| Riachuelo    | 1       |